# Bataille de Szepielewicze
Guerre russo-polonaise (1654–1667)
Batailles
- Smolensk
- Chklow
- Szepielewicze
- Ochmatów
- Vilnius
- Horodok
- Ozerna
- Verkiai
- Miadzel
- Konotop
- Liakhavitchy
- Połonka
- Lioubar
- Słobodyszcze
- Bassia
- Tchoudniv
- Kuszliki
- Hloukhiv
- Stawiszcze

La bataille de Szepielewicze se déroula les 24 et 25 août 1654, pendant la guerre russo-polonaise qui opposa la république des Deux Nations au tsarat de Russie de 1654 à 1667.
Une force de cinq mille hommes commandée par Janusz Radziwill stoppe initialement l'avance russe après la mise de Smolensk sous siège par les Russes et l'engagement de Chklow. Elle est ensuite rejointe par Wincenty Korwin Gosiewski et les forces polonaises sont alors comprises entre cinq et huit mille hommes. Les forces russes, supérieures en nombre, environ quinze mille hommes, avancent frontalement tout en franchissant la rivière par l'est. Radziwill ordonne la retraite et abandonne son artillerie, tout en ouvrant l'accès à la Lituanie et à l'avancée vers Smolensk.

## Sources
- Notices d'autorité :   - Pologne

- (en) Cet article est partiellement ou en totalité issu de l’article de Wikipédia en anglais intitulé « Battle of Shepeleviche » (voir la liste des auteurs).